# فيليب بدناريك
فيليب بدناريك (26 سبتمبر 1992 في بولندا - ) (بالبولندية: Filip Bednarek) هو لاعب كرة قدم بولندي في مركز حراسة المرمى. شارك مع منتخب بولندا تحت 17 سنة لكرة القدم ومنتخب بولندا تحت 18 سنة لكرة القدم ومنتخب بولندا تحت 19 سنة لكرة القدم. أما مع النوادي، فقد لعب مع تفينتي أنشخيدة ونادي أوترخت وJong FC Twente ‏.

## روابط خارجية
- فيليب بدناريك على موقع قاعدة بيانات كرة القدم.إي يو (الإنجليزية)
- فيليب بدناريك على موقع Soccerway.com (الإنجليزية)
- فيليب بدناريك على موقع عالم كرة القدم.نت (الإنجليزية)
- فيليب بدناريك على موقع AS.com (الإسبانية)